# Canadá nos Jogos Olímpicos de Inverno de 1976
O Canadá mandou 59 competidores que disputaram oito modalidades nos Jogos Olímpicos de Inverno de 1976, em Innsbruck, na Áustria. A delegação conquistou 3 medalhas no total, sendo uma de ouro, uma de prata e uma de bronze.